# Élections cantonales de 1992 dans le Rhône
Les élections cantonales ont eu lieu les 22 et 29 mars 1992.
Lors de ces élections, 26 des 54 cantons du Rhône ont été renouvelés. Elles ont vu la reconduction de la majorité UDF dirigée par Michel Mercier, président du conseil général depuis 1990.

## Résultats à l’échelle du département
Répartition départementale des résultats (2e tour).
- PCF (5,94 %)
- PS (21,26 %)
- Verts (1,89 %)
- RPR (18,55 %)
- UDF (24,02 %)
- DVD (6,39 %)
- FN (21,95 %)

| Étiquette      | Étiquette                          | Premier tour | Premier tour | Second tour | Second tour | Sièges |
| Étiquette      | Étiquette                          | Voix         | %            | Voix        | %           | Sièges |
| -------------- | ---------------------------------- | ------------ | ------------ | ----------- | ----------- | ------ |
|                | Parti socialiste                   | 42 076       | 15,26        | 40 366      | 21,26       | 5      |
|                | Parti communiste français          | 22 161       | 8,03         | 11 271      | 5,94        | 1      |
|                | Extrême gauche                     | 3 546        | 1,29         |             |             |        |
|                | Majorité présidentielle            | 3 191        | 1,16         |             |             |        |
|                | Parti radical de gauche            | 2 361        | 0,86         |             |             |        |
| Gauche         | Gauche                             | 73 335       | 26,60        | 51 637      | 27,20       | 6      |
|                |                                    |              |              |             |             |        |
|                | Front national                     | 55 352       | 20,07        | 41 679      | 21,95       | 0      |
|                | Union pour la démocratie française | 48 040       | 17,42        | 45 607      | 24,02       | 9      |
|                | Rassemblement pour la République   | 40 613       | 14,73        | 35 208      | 18,55       | 7      |
|                | Divers droite                      | 26 176       | 9,49         | 12 139      | 6,39        | 4      |
|                | Extrême droite                     | 544          | 0,20         |             |             |        |
| Droite         | Droite                             | 170 725      | 61,91        | 134 633     | 70,91       | 20     |
|                |                                    |              |              |             |             |        |
|                | Les Verts                          | 31 747       | 11,51        | 3 580       | 1,89        | 0      |
|                | Génération écologie                | 1 193        | 0,43         |             |             |        |
| Écologistes    | Écologistes                        | 43 507       | 10,15        | 3 580       | 1,89        | 0      |
|                |                                    |              |              |             |             |        |
| Inscrits       | Inscrits                           | 427 575      | 100,00       | 354 066     | 100,00      |        |
| Abstention     | Abstention                         | 141 318      | 33,05        | 152 774     | 43,15       |        |
| Votants        | Votants                            | 286 257      | 66,95        | 201 292     | 56,85       |        |
| Blancs et nuls | Blancs et nuls                     | 10 450       | 3,65         | 11 442      | 5,68        |        |
| Exprimés       | Exprimés                           | 275 807      | 96,35        | 189 850     | 94,32       |        |

## Résultats par canton

### Canton d'Anse
| Candidats      | Candidats            | Étiquette      | Premier tour | Premier tour | Second tour | Second tour |
| Candidats      | Candidats            | Étiquette      | Voix         | %            | Voix        | %           |
| -------------- | -------------------- | -------------- | ------------ | ------------ | ----------- | ----------- |
|                | Jean-Paul Gasquet    | RPR            | 3 061        | 33,01        | 3 751       | 47,63       |
|                | Jean-Pierre Pinault  | DVD            | 1 911        | 20,61        | 2 741       | 34,80       |
|                | Jean-Pierre Barbier  | FN             | 1 588        | 17,12        | 1 384       | 17,57       |
|                | Georges Lacroix      | PS             | 1 108        | 11,95        |             |             |
|                | Jean-Charles Flandre | Verts          | 933          | 10,06        |             |             |
|                | Nicole Malfray       | PCF            | 303          | 3,27         |             |             |
|                | Daniele Couble       | DVD            | 370          | 3,99         |             |             |
|                |                      |                |              |              |             |             |
| Inscrits       | Inscrits             | Inscrits       | 13 361       | 100,00       | 13 362      | 100,00      |
| Abstention     | Abstention           | Abstention     | 3 706        | 27,74        | 4 890       | 36,60       |
| Votants        | Votants              | Votants        | 9 655        | 72,26        | 8 472       | 63,40       |
| Blancs et nuls | Blancs et nuls       | Blancs et nuls | 381          | 3,95         | 596         | 7,03        |
| Exprimés       | Exprimés             | Exprimés       | 9 274        | 96,05        | 7 876       | 92,97       |

### Canton de L'Arbresle
| Candidats      | Candidats       | Étiquette      | Premier tour | Premier tour |
| Candidats      | Candidats       | Étiquette      | Voix         | %            |
| -------------- | --------------- | -------------- | ------------ | ------------ |
|                | Albert Rollet*  | UDF            | 7 233        | 52,09        |
|                | Jean Benoit     | FN             | 2 257        | 16,25        |
|                | David Lecoanet  | DVD            | 1 836        | 13,22        |
|                | Régine Ragot    | PRG            | 1 835        | 13,22        |
|                | Patrice Bolland | PCF            | 724          | 5,21         |
|                |                 |                |              |              |
| Inscrits       | Inscrits        | Inscrits       | 19 719       | 100,00       |
| Abstention     | Abstention      | Abstention     | 5 341        | 27,09        |
| Votants        | Votants         | Votants        | 14 378       | 72,91        |
| Blancs et nuls | Blancs et nuls  | Blancs et nuls | 493          | 3,43         |
| Exprimés       | Exprimés        | Exprimés       | 13 885       | 96,57        |

*sortant

### Canton de Beaujeu
| Candidats      | Candidats                     | Étiquette      | Premier tour | Premier tour |
| Candidats      | Candidats                     | Étiquette      | Voix         | %            |
| -------------- | ----------------------------- | -------------- | ------------ | ------------ |
|                | Marc Bonin*                   | DVD            | 3 277        | 63,46        |
|                | Alain de Romefort             | PS             | 699          | 13,54        |
|                | Camille Proton de La Chapelle | FN             | 521          | 10,09        |
|                | Claude Jambon                 | PCF            | 361          | 6,99         |
|                | Lionel Favrot                 | Verts          | 306          | 5,93         |
|                |                               |                |              |              |
| Inscrits       | Inscrits                      | Inscrits       | 7 904        | 100,00       |
| Abstention     | Abstention                    | Abstention     | 2 525        | 31,95        |
| Votants        | Votants                       | Votants        | 5 379        | 68,05        |
| Blancs et nuls | Blancs et nuls                | Blancs et nuls | 215          | 4,00         |
| Exprimés       | Exprimés                      | Exprimés       | 5 164        | 96,00        |

*sortant

### Canton du Bois-d'Oingt
| Candidats      | Candidats           | Étiquette      | Premier tour | Premier tour | Second tour | Second tour |
| Candidats      | Candidats           | Étiquette      | Voix         | %            | Voix        | %           |
| -------------- | ------------------- | -------------- | ------------ | ------------ | ----------- | ----------- |
|                | Claude Rouet*       | DVD            | 2 443        | 38,47        | 3 938       | 78,54       |
|                | Charles Brechard    | UDF            | 1 046        | 16,47        | Retrait     | Retrait     |
|                | Jean-Pierre Rivière | FN             | 916          | 14,43        | 1 076       | 21,46       |
|                | Elisabeth Chabert   | PS             | 674          | 10,61        |             |             |
|                | Mireille Dumas      | Verts          | 526          | 8,28         |             |             |
|                | Roger Masson        | GE             | 438          | 6,90         |             |             |
|                | Alain Babanini      | PCF            | 222          | 3,50         |             |             |
|                | Christian Pizot     | DVD            | 85           | 1,34         |             |             |
|                |                     |                |              |              |             |             |
| Inscrits       | Inscrits            | Inscrits       | 8 891        | 100,00       | 8 891       | 100,00      |
| Abstention     | Abstention          | Abstention     | 2 291        | 25,77        | 3 335       | 37,51       |
| Votants        | Votants             | Votants        | 6 600        | 74,23        | 5 556       | 62,49       |
| Blancs et nuls | Blancs et nuls      | Blancs et nuls | 250          | 3,79         | 542         | 9,76        |
| Exprimés       | Exprimés            | Exprimés       | 6 350        | 96,21        | 5 014       | 90,24       |

*sortant

### Canton de Givors
| Candidats      | Candidats         | Étiquette      | Premier tour | Premier tour | Second tour | Second tour |
| Candidats      | Candidats         | Étiquette      | Voix         | %            | Voix        | %           |
| -------------- | ----------------- | -------------- | ------------ | ------------ | ----------- | ----------- |
|                | Jean-Claude Bahu* | RPR            | 4 479        | 33,03        | 5 922       | 47,71       |
|                | Martial Passi     | PCF            | 3 020        | 22,27        | 4 514       | 36,37       |
|                | Claude Lafaure    | FN             | 2 518        | 18,57        | 1 976       | 15,92       |
|                | Simon Boiron      | PS             | 2 054        | 15,15        |             |             |
|                | Daniel Martin     | Verts          | 1 489        | 10,98        |             |             |
|                |                   |                |              |              |             |             |
| Inscrits       | Inscrits          | Inscrits       | 21 171       | 100,00       | 21 171      | 100,00      |
| Abstention     | Abstention        | Abstention     | 7 057        | 33,33        | 8 025       | 37,91       |
| Votants        | Votants           | Votants        | 14 114       | 66,67        | 13 146      | 62,09       |
| Blancs et nuls | Blancs et nuls    | Blancs et nuls | 554          | 3,93         | 734         | 5,58        |
| Exprimés       | Exprimés          | Exprimés       | 13 560       | 96,07        | 12 412      | 94,42       |

*sortant

### Canton d'Irigny
| Candidats      | Candidats             | Étiquette      | Premier tour | Premier tour | Second tour | Second tour |
| Candidats      | Candidats             | Étiquette      | Voix         | %            | Voix        | %           |
| -------------- | --------------------- | -------------- | ------------ | ------------ | ----------- | ----------- |
|                | Jean-Luc Da Passano * | UDF            | 3 825        | 41,13        | 4 261       | 52,62       |
|                | Jean-Paul Veyrard     | FN             | 1 601        | 17,22        | 1 382       | 17,07       |
|                | Jacques Gourgner      | PCF            | 1 585        | 17,04        | 2 454       | 30,31       |
|                | Pierre Bost           | PS             | 1 237        | 13,30        |             |             |
|                | Sylvie Guisti         | Verts          | 1 052        | 11,31        |             |             |
|                |                       |                |              |              |             |             |
| Inscrits       | Inscrits              | Inscrits       | 13 703       | 100,00       | 13 725      | 100,00      |
| Abstention     | Abstention            | Abstention     | 4 067        | 29,68        | 5 204       | 37,92       |
| Votants        | Votants               | Votants        | 9 636        | 70,32        | 8 521       | 62,08       |
| Blancs et nuls | Blancs et nuls        | Blancs et nuls | 336          | 3,49         | 424         | 4,98        |
| Exprimés       | Exprimés              | Exprimés       | 9 300        | 96,51        | 8 097       | 95,02       |

*sortant

### Canton de Lamure-sur-Azergues
| Candidats      | Candidats           | Étiquette      | Premier tour | Premier tour |
| Candidats      | Candidats           | Étiquette      | Voix         | %            |
| -------------- | ------------------- | -------------- | ------------ | ------------ |
|                | François Chavant*   | DVD            | 2 052        | 69,82        |
|                | Jacques Duret       | FN             | 309          | 10,51        |
|                | Paul Tarrit         | PS             | 292          | 9,94         |
|                | Bernard Jund        | Verts          | 193          | 6,57         |
|                | Dominique Anthonioz | PCF            | 93           | 3,16         |
|                |                     |                |              |              |
| Inscrits       | Inscrits            | Inscrits       | 4 296        | 100,00       |
| Abstention     | Abstention          | Abstention     | 1 234        | 28,72        |
| Votants        | Votants             | Votants        | 3 062        | 71,28        |
| Blancs et nuls | Blancs et nuls      | Blancs et nuls | 123          | 4,02         |
| Exprimés       | Exprimés            | Exprimés       | 2 939        | 95,98        |

*sortant

### Canton de Lyon-2
| Candidats      | Candidats            | Étiquette      | Premier tour | Premier tour | Second tour | Second tour |
| Candidats      | Candidats            | Étiquette      | Voix         | %            | Voix        | %           |
| -------------- | -------------------- | -------------- | ------------ | ------------ | ----------- | ----------- |
|                | Roger Fenech*        | UDF            | 1 031        | 43,16        | 1 298       | 74,81       |
|                | Anne Richard         | FN             | 468          | 19,59        | 437         | 25,19       |
|                | Christian Calligarot | PS             | 366          | 15,32        |             |             |
|                | Martine Colliat      | Verts          | 302          | 12,64        |             |             |
|                | Philippe Jacquemet   | DVD            | 156          | 6,53         |             |             |
|                | Isabelle Routisseau  | PCF            | 66           | 2,76         |             |             |
|                | Florent Dessus       | UDF            | 0            | 0,00         |             |             |
|                | Arlette Perchet      | DVD            | 0            | 0,00         |             |             |
|                |                      |                |              |              |             |             |
| Inscrits       | Inscrits             | Inscrits       | 3 830        | 100,00       | 3 830       | 100,00      |
| Abstention     | Abstention           | Abstention     | 1 361        | 35,54        | 1 931       | 50,42       |
| Votants        | Votants              | Votants        | 2 469        | 64,46        | 1 899       | 49,58       |
| Blancs et nuls | Blancs et nuls       | Blancs et nuls | 80           | 3,24         | 164         | 8,64        |
| Exprimés       | Exprimés             | Exprimés       | 2 389        | 96,76        | 1 735       | 91,36       |

*sortant

### Canton de Lyon-4
| Candidats      | Candidats          | Étiquette      | Premier tour | Premier tour | Second tour | Second tour |
| Candidats      | Candidats          | Étiquette      | Voix         | %            | Voix        | %           |
| -------------- | ------------------ | -------------- | ------------ | ------------ | ----------- | ----------- |
|                | Jean-Paul Bonnet*  | RPR            | 4 617        | 38,62        | 4 531       | 45,15       |
|                | Ludovic Thoreau    | FN             | 2 349        | 19,65        | 1 924       | 19,17       |
|                | Alain Rocher       | Verts          | 2 028        | 16,97        | 3 580       | 35,68       |
|                | Christian Thuderoz | EXG            | 1 931        | 16,15        | Retrait     | Retrait     |
|                | Frédéric Gaffiot   | PCF            | 629          | 5,26         |             |             |
|                | René Masy-Rougier  | PRG            | 262          | 2,19         |             |             |
|                | Eric Sauze         | EXD            | 138          | 1,15         |             |             |
|                |                    |                |              |              |             |             |
| Inscrits       | Inscrits           | Inscrits       | 19 298       | 100,00       | 19 298      | 100,00      |
| Abstention     | Abstention         | Abstention     | 6 796        | 35,22        | 8 905       | 46,14       |
| Votants        | Votants            | Votants        | 12 502       | 64,78        | 10 393      | 53,86       |
| Blancs et nuls | Blancs et nuls     | Blancs et nuls | 548          | 4,38         | 358         | 3,44        |
| Exprimés       | Exprimés           | Exprimés       | 11 954       | 95,62        | 10 035      | 96,56       |

*sortant

### Canton de Lyon-6
| Candidats      | Candidats                 | Étiquette      | Premier tour | Premier tour | Second tour | Second tour |
| Candidats      | Candidats                 | Étiquette      | Voix         | %            | Voix        | %           |
| -------------- | ------------------------- | -------------- | ------------ | ------------ | ----------- | ----------- |
|                | Bernadette Isaac-Sibille* | UDF            | 7 035        | 42,75        | 7 147       | 53,72       |
|                | Philippe Giraud           | PS             | 2 839        | 17,25        | 3 857       | 28,99       |
|                | Philippe Dumez            | FN             | 2 648        | 16,09        | 2 300       | 17,29       |
|                | Pierre Lavaurs            | Verts          | 2 502        | 15,20        |             |             |
|                | Pascal Brula              | PCF            | 805          | 4,89         |             |             |
|                | Hervé de Filippis         | DVD            | 629          | 3,82         |             |             |
|                |                           |                |              |              |             |             |
| Inscrits       | Inscrits                  | Inscrits       | 25 104       | 100,00       | 25 104      | 100,00      |
| Abstention     | Abstention                | Abstention     | 8 086        | 32,21        | 11 234      | 44,75       |
| Votants        | Votants                   | Votants        | 17 018       | 67,79        | 13 870      | 55,25       |
| Blancs et nuls | Blancs et nuls            | Blancs et nuls | 560          | 3,29         | 566         | 4,08        |
| Exprimés       | Exprimés                  | Exprimés       | 16 458       | 96,71        | 13 304      | 95,92       |

*sortant

### Canton de Lyon-7
| Candidats      | Candidats             | Étiquette      | Premier tour | Premier tour | Second tour | Second tour |
| Candidats      | Candidats             | Étiquette      | Voix         | %            | Voix        | %           |
| -------------- | --------------------- | -------------- | ------------ | ------------ | ----------- | ----------- |
|                | André Bourgogne       | RPR            | 4 282        | 44,58        | 5 670       | 78,27       |
|                | Jacqueline Barral     | FN             | 1 716        | 17,86        | 1 574       | 21,73       |
|                | Aline Brossette       | DVD            | 1 132        | 11,78        |             |             |
|                | Robert Pozzuoli       | PS             | 854          | 8,89         |             |             |
|                | Christophe Champetier | Verts          | 748          | 7,79         |             |             |
|                | Bernard Marche        | DVD            | 494          | 5,14         |             |             |
|                | Monique Besson        | PCF            | 182          | 1,89         |             |             |
|                | Michèle Vinay         | RPR            | 198          | 2,06         |             |             |
|                | Olivier Doat          | UDF            | 0            | 0,00         |             |             |
|                |                       |                |              |              |             |             |
| Inscrits       | Inscrits              | Inscrits       | 14 878       | 100,00       | 14 878      | 100,00      |
| Abstention     | Abstention            | Abstention     | 5 076        | 34,12        | 7 275       | 48,90       |
| Votants        | Votants               | Votants        | 9 802        | 65,88        | 7 603       | 51,10       |
| Blancs et nuls | Blancs et nuls        | Blancs et nuls | 196          | 2,00         | 359         | 4,72        |
| Exprimés       | Exprimés              | Exprimés       | 9 606        | 98,00        | 7 244       | 95,28       |

### Canton de Lyon-8
| Candidats      | Candidats            | Étiquette      | Premier tour | Premier tour | Second tour | Second tour |
| Candidats      | Candidats            | Étiquette      | Voix         | %            | Voix        | %           |
| -------------- | -------------------- | -------------- | ------------ | ------------ | ----------- | ----------- |
|                | Yves Bruyas*         | DVD            | 2 952        | 31,51        | 5 460       | 78,41       |
|                | Jean-Marc Chavent    | DVD            | 1 970        | 21,03        | Retrait     | Retrait     |
|                | René Morel           | FN             | 1 680        | 17,93        | 1 503       | 21,59       |
|                | Michel Vandenbroucke | PS             | 1 080        | 11,53        |             |             |
|                | Jean-Marc Bazy       | Verts          | 977          | 10,43        |             |             |
|                | Michel Roux          | PCF            | 288          | 3,07         |             |             |
|                | David Di Fazio       | PRG            | 264          | 2,82         |             |             |
|                | Philippe Vappereau   | DVD            | 157          | 1,68         |             |             |
|                |                      |                |              |              |             |             |
| Inscrits       | Inscrits             | Inscrits       | 15 344       | 100,00       | 15 344      | 100,00      |
| Abstention     | Abstention           | Abstention     | 5 690        | 37,08        | 7 842       | 51,11       |
| Votants        | Votants              | Votants        | 9 654        | 62,92        | 7 502       | 48,89       |
| Blancs et nuls | Blancs et nuls       | Blancs et nuls | 286          | 2,96         | 539         | 7,18        |
| Exprimés       | Exprimés             | Exprimés       | 9 368        | 97,04        | 6 963       | 92,82       |

*sortant

### Canton de Lyon-9
| Candidats      | Candidats       | Étiquette      | Premier tour | Premier tour | Second tour | Second tour |
| Candidats      | Candidats       | Étiquette      | Voix         | %            | Voix        | %           |
| -------------- | --------------- | -------------- | ------------ | ------------ | ----------- | ----------- |
|                | Simone André*   | UDF            | 4 238        | 46,40        | 5 016       | 72,60       |
|                | Alain Breuil    | FN             | 2 040        | 22,33        | 1 893       | 27,40       |
|                | Renée Lanery    | PS             | 1 353        | 14,81        |             |             |
|                | Albert Bertin   | Verts          | 1 096        | 12,00        |             |             |
|                | Monique Jacquet | PCF            | 407          | 4,46         |             |             |
|                |                 |                |              |              |             |             |
| Inscrits       | Inscrits        | Inscrits       | 14 982       | 100,00       | 14 982      | 100,00      |
| Abstention     | Abstention      | Abstention     | 5 550        | 37,04        | 7 582       | 50,61       |
| Votants        | Votants         | Votants        | 9 432        | 62,96        | 7 400       | 49,39       |
| Blancs et nuls | Blancs et nuls  | Blancs et nuls | 298          | 3,16         | 491         | 6,64        |
| Exprimés       | Exprimés        | Exprimés       | 9 134        | 96,84        | 6 909       | 93,36       |

*sortant

### Canton de Lyon-12
| Candidats      | Candidats          | Étiquette      | Premier tour | Premier tour | Second tour | Second tour |
| Candidats      | Candidats          | Étiquette      | Voix         | %            | Voix        | %           |
| -------------- | ------------------ | -------------- | ------------ | ------------ | ----------- | ----------- |
|                | Robert Batailly*   | UDF            | 4 741        | 32,96        | 7 928       | 70,72       |
|                | Maurice Depierre   | FN             | 2 956        | 20,55        | 3 283       | 29,28       |
|                | Christian Coulon   | PS             | 2 314        | 16,09        |             |             |
|                | René Chevailler    | PCF            | 1 316        | 9,15         |             |             |
|                | Pierre Gandonniere | Verts          | 1 064        | 7,40         |             |             |
|                | Michel Chomarat    | GE             | 755          | 5,25         |             |             |
|                | Jean Briere        | EXG            | 625          | 4,34         |             |             |
|                | Camille Joux       | DVD            | 614          | 4,27         |             |             |
|                |                    |                |              |              |             |             |
| Inscrits       | Inscrits           | Inscrits       | 23 753       | 100,00       | 23 753      | 100,00      |
| Abstention     | Abstention         | Abstention     | 8 809        | 37,09        | 11 546      | 48,61       |
| Votants        | Votants            | Votants        | 14 944       | 62,91        | 12 207      | 51,39       |
| Blancs et nuls | Blancs et nuls     | Blancs et nuls | 559          | 3,74         | 996         | 8,16        |
| Exprimés       | Exprimés           | Exprimés       | 14 385       | 96,26        | 11 211      | 91,84       |

*sortant

### Canton de Meyzieu
| Candidats      | Candidats           | Étiquette      | Premier tour | Premier tour | Second tour | Second tour |
| Candidats      | Candidats           | Étiquette      | Voix         | %            | Voix        | %           |
| -------------- | ------------------- | -------------- | ------------ | ------------ | ----------- | ----------- |
|                | Guillaume Queyrat   | FN             | 4 571        | 24,78        | 4 961       | 30,95       |
|                | Jean-Marc Barthez*  | RPR            | 4 202        | 22,78        | 5 963       | 37,20       |
|                | André Bouttevillain | PS             | 3 271        | 17,73        | 5 106       | 31,85       |
|                | Jacques Bandet      | DVD            | 2 611        | 14,15        |             |             |
|                | Francois Wolf       | Verts          | 2 399        | 13,00        |             |             |
|                | Françoise Pagano    | PCF            | 1 154        | 6,25         |             |             |
|                | Fernand Munoz       | EXD            | 242          | 1,31         |             |             |
|                |                     |                |              |              |             |             |
| Inscrits       | Inscrits            | Inscrits       | 28 108       | 100,00       | 28 108      | 100,00      |
| Abstention     | Abstention          | Abstention     | 8 884        | 31,61        | 11 181      | 39,78       |
| Votants        | Votants             | Votants        | 19 224       | 68,39        | 16 927      | 60,22       |
| Blancs et nuls | Blancs et nuls      | Blancs et nuls | 774          | 4,03         | 897         | 5,30        |
| Exprimés       | Exprimés            | Exprimés       | 18 450       | 95,97        | 16 030      | 94,70       |

*sortant

### Canton d'Oullins
| Candidats      | Candidats                | Étiquette      | Premier tour | Premier tour | Second tour | Second tour |
| Candidats      | Candidats                | Étiquette      | Voix         | %            | Voix        | %           |
| -------------- | ------------------------ | -------------- | ------------ | ------------ | ----------- | ----------- |
|                | Gilles Lavache*          | UDF            | 3 573        | 34,29        | 4 865       | 57,37       |
|                | Renée Tronchon           | PS             | 2 126        | 20,40        | 3 615       | 42,63       |
|                | Gérard Durieu            | FN             | 1 536        | 14,74        |             |             |
|                | Bernard Chambon          | Verts          | 1 500        | 14,40        |             |             |
|                | Robert Perret            | PCF            | 821          | 7,88         |             |             |
|                | Jean-Pierre Bourdais     | DVD            | 467          | 4,48         |             |             |
|                | Brigitte Chenot-Gianella | PS             | 397          | 3,81         |             |             |
|                |                          |                |              |              |             |             |
| Inscrits       | Inscrits                 | Inscrits       | 15 615       | 100,00       | 15 615      | 100,00      |
| Abstention     | Abstention               | Abstention     | 4 873        | 31,21        | 6 353       | 40,69       |
| Votants        | Votants                  | Votants        | 10 742       | 68,79        | 9 262       | 59,31       |
| Blancs et nuls | Blancs et nuls           | Blancs et nuls | 322          | 3,00         | 782         | 8,44        |
| Exprimés       | Exprimés                 | Exprimés       | 10 420       | 97,00        | 8 480       | 91,56       |

*sortant

### Canton de Rillieux-la-Pape
| Candidats      | Candidats           | Étiquette      | Premier tour | Premier tour | Second tour | Second tour |
| Candidats      | Candidats           | Étiquette      | Voix         | %            | Voix        | %           |
| -------------- | ------------------- | -------------- | ------------ | ------------ | ----------- | ----------- |
|                | Marcel André*       | UDF            | 4 142        | 33,85        | 5 388       | 53,24       |
|                | Denis de Bouteiller | FN             | 3 108        | 25,40        | 3           | 0,03        |
|                | Michel Brosset      | PS             | 2 212        | 18,08        | 4 729       | 46,73       |
|                | Philippe Brochet    | Verts          | 1 291        | 10,55        |             |             |
|                | Gildas Conseil      | PS             | 889          | 7,27         |             |             |
|                | Annie Ferri         | PCF            | 593          | 4,85         |             |             |
|                | Jacky Codevelle     | EXD            | 0            | 0,00         |             |             |
|                |                     |                |              |              |             |             |
| Inscrits       | Inscrits            | Inscrits       | 20 007       | 100,00       | 20 007      | 100,00      |
| Abstention     | Abstention          | Abstention     | 7 351        | 36,74        | 8 923       | 44,60       |
| Votants        | Votants             | Votants        | 12 656       | 63,26        | 11 084      | 55,40       |
| Blancs et nuls | Blancs et nuls      | Blancs et nuls | 421          | 3,33         | 964         | 8,70        |
| Exprimés       | Exprimés            | Exprimés       | 12 235       | 96,67        | 10 120      | 91,30       |

*sortant

### Canton de Saint-Fons
| Candidats      | Candidats           | Étiquette      | Premier tour | Premier tour | Second tour | Second tour |
| Candidats      | Candidats           | Étiquette      | Voix         | %            | Voix        | %           |
| -------------- | ------------------- | -------------- | ------------ | ------------ | ----------- | ----------- |
|                | Albert Robles       | FN             | 2 777        | 23,85        | 3 136       | 30,61       |
|                | Jacqueline Vottero  | PS             | 2 529        | 21,72        | 4 061       | 39,63       |
|                | Pierre Voegel       | UDF            | 1 813        | 15,57        | 3 049       | 29,76       |
|                | Paul Coste          | Verts          | 1 366        | 11,73        |             |             |
|                | Jean-Claude Luscher | PCF            | 1 268        | 10,89        |             |             |
|                | André Sardat        | DVD            | 1 209        | 10,38        |             |             |
|                | Emile Vasquez       | DVD            | 680          | 5,84         |             |             |
|                | Alain Martinez      | DVD            | 0            | 0,00         |             |             |
|                |                     |                |              |              |             |             |
| Inscrits       | Inscrits            | Inscrits       | 17 898       | 100,00       | 17 898      | 100,00      |
| Abstention     | Abstention          | Abstention     | 5 765        | 32,21        | 6 958       | 38,88       |
| Votants        | Votants             | Votants        | 12 133       | 67,79        | 10 940      | 61,12       |
| Blancs et nuls | Blancs et nuls      | Blancs et nuls | 491          | 4,05         | 694         | 6,34        |
| Exprimés       | Exprimés            | Exprimés       | 11 642       | 95,95        | 10 246      | 93,66       |

### Canton de Saint-Laurent-de-Chamousset
| Candidats      | Candidats                  | Étiquette      | Premier tour | Premier tour |
| Candidats      | Candidats                  | Étiquette      | Voix         | %            |
| -------------- | -------------------------- | -------------- | ------------ | ------------ |
|                | René Tregouet*             | RPR            | 2 877        | 56,65        |
|                | Marie-Antoinette Charvolin | PCF            | 729          | 14,35        |
|                | Paul Ollion                | FN             | 601          | 11,83        |
|                | Yves Godde                 | Verts          | 580          | 11,42        |
|                | Yves Guyon                 | DVD            | 292          | 5,75         |
|                |                            |                |              |              |
| Inscrits       | Inscrits                   | Inscrits       | 7 652        | 100,00       |
| Abstention     | Abstention                 | Abstention     | 2 241        | 29,29        |
| Votants        | Votants                    | Votants        | 5 411        | 70,71        |
| Blancs et nuls | Blancs et nuls             | Blancs et nuls | 332          | 6,14         |
| Exprimés       | Exprimés                   | Exprimés       | 5 079        | 93,86        |

*sortant

### Canton de Saint-Priest
| Candidats      | Candidats             | Étiquette      | Premier tour | Premier tour | Second tour | Second tour |
| Candidats      | Candidats             | Étiquette      | Voix         | %            | Voix        | %           |
| -------------- | --------------------- | -------------- | ------------ | ------------ | ----------- | ----------- |
|                | Eliane Benteo         | FN             | 4 173        | 29,92        | 4 541       | 34,28       |
|                | Bruno Polga*          | PS             | 3 393        | 24,33        | 4 995       | 37,70       |
|                | René Morand           | RPR            | 2 648        | 18,98        | 3 712       | 28,02       |
|                | Annette Buiron        | Verts          | 1 177        | 8,44         |             |             |
|                | Willy Plazzi          | PCF            | 969          | 6,95         |             |             |
|                | Hervé Guillaumot      | EXG            | 778          | 5,58         |             |             |
|                | Jean-Pierre Gilardini | PS             | 646          | 4,63         |             |             |
|                | Alain Pagliari        | EXD            | 164          | 1,18         |             |             |
|                |                       |                |              |              |             |             |
| Inscrits       | Inscrits              | Inscrits       | 22 446       | 100,00       | 22 446      | 100,00      |
| Abstention     | Abstention            | Abstention     | 7 970        | 35,51        | 8 566       | 38,16       |
| Votants        | Votants               | Votants        | 14 476       | 64,49        | 13 880      | 61,84       |
| Blancs et nuls | Blancs et nuls        | Blancs et nuls | 528          | 3,65         | 632         | 4,55        |
| Exprimés       | Exprimés              | Exprimés       | 13 948       | 96,35        | 13 248      | 95,45       |

*sortant

### Canton de Thizy
| Candidats      | Candidats         | Étiquette      | Premier tour | Premier tour |
| Candidats      | Candidats         | Étiquette      | Voix         | %            |
| -------------- | ----------------- | -------------- | ------------ | ------------ |
|                | Michel Mercier*   | UDF            | 3 889        | 63,54        |
|                | Michel Oviste     | FN             | 861          | 14,07        |
|                | Sylvie Guillaume  | PS             | 758          | 12,38        |
|                | Marc Jedliczka    | Verts          | 357          | 5,83         |
|                | Maurice Ferrandon | PCF            | 256          | 4,18         |
|                |                   |                |              |              |
| Inscrits       | Inscrits          | Inscrits       | 9 076        | 100,00       |
| Abstention     | Abstention        | Abstention     | 2 639        | 29,08        |
| Votants        | Votants           | Votants        | 6 437        | 70,92        |
| Blancs et nuls | Blancs et nuls    | Blancs et nuls | 316          | 4,91         |
| Exprimés       | Exprimés          | Exprimés       | 6 121        | 95,09        |

*sortant

### Canton de Vaugneray
| Candidats      | Candidats          | Étiquette      | Premier tour | Premier tour |
| Candidats      | Candidats          | Étiquette      | Voix         | %            |
| -------------- | ------------------ | -------------- | ------------ | ------------ |
|                | Georges Barriol*   | RPR            | 9 123        | 53,47        |
|                | Danielle Bulan     | Verts          | 2 903        | 17,01        |
|                | Bernard Carrier    | FN             | 2 604        | 15,26        |
|                | Yvette Perrin-Riss | PS             | 1 857        | 10,88        |
|                | Michel FRenéat     | PCF            | 576          | 3,38         |
|                | Paulette Gauthier  | DVD            | 0            | 0,00         |
|                |                    |                |              |              |
| Inscrits       | Inscrits           | Inscrits       | 24 893       | 100,00       |
| Abstention     | Abstention         | Abstention     | 7 134        | 28,66        |
| Votants        | Votants            | Votants        | 17 759       | 71,34        |
| Blancs et nuls | Blancs et nuls     | Blancs et nuls | 696          | 3,92         |
| Exprimés       | Exprimés           | Exprimés       | 17 063       | 96,08        |

*sortant

### Canton de Vaulx-en-Velin
| Candidats      | Candidats         | Étiquette      | Premier tour | Premier tour | Second tour | Second tour |
| Candidats      | Candidats         | Étiquette      | Voix         | %            | Voix        | %           |
| -------------- | ----------------- | -------------- | ------------ | ------------ | ----------- | ----------- |
|                | Maurice Charrier  | PCF            | 3 407        | 35,53        | 4 303       | 49,17       |
|                | Thierry Derocles  | FN             | 2 823        | 29,44        | 3 006       | 34,35       |
|                | Jean-Claude Cret* | RPR            | 1 686        | 17,58        | 1 443       | 16,49       |
|                | René Beauverie    | PS             | 887          | 9,25         |             |             |
|                | Jérôme Faynel     | Verts          | 787          | 8,21         |             |             |
|                |                   |                |              |              |             |             |
| Inscrits       | Inscrits          | Inscrits       | 16 554       | 100,00       | 16 554      | 100,00      |
| Abstention     | Abstention        | Abstention     | 6 649        | 40,17        | 7 554       | 45,63       |
| Votants        | Votants           | Votants        | 9 905        | 59,83        | 9 000       | 54,37       |
| Blancs et nuls | Blancs et nuls    | Blancs et nuls | 315          | 3,18         | 248         | 2,76        |
| Exprimés       | Exprimés          | Exprimés       | 9 590        | 96,82        | 8 752       | 97,24       |

*sortant

### Canton de Villeurbanne-Centre
| Candidats      | Candidats           | Étiquette      | Premier tour | Premier tour | Second tour | Second tour |
| Candidats      | Candidats           | Étiquette      | Voix         | %            | Voix        | %           |
| -------------- | ------------------- | -------------- | ------------ | ------------ | ----------- | ----------- |
|                | Raymond Terracher   | PS             | 3 591        | 27,80        | 4 847       | 43,11       |
|                | Marc Fraysse        | RPR            | 3 440        | 26,63        | 4 216       | 37,50       |
|                | Marie-Annick Danion | FN             | 2 704        | 20,93        | 2 181       | 19,40       |
|                | Henri Persat        | Verts          | 1 561        | 12,08        |             |             |
|                | Christian Depierre  | PCF            | 755          | 5,84         |             |             |
|                | Bernard Chlous      | PS             | 585          | 4,53         |             |             |
|                | Daniel Petitjean    | DVD            | 186          | 1,44         |             |             |
|                | Alexandre Couronne  | DVD            | 96           | 0,74         |             |             |
|                |                     |                |              |              |             |             |
| Inscrits       | Inscrits            | Inscrits       | 20 205       | 100,00       | 20 208      | 100,00      |
| Abstention     | Abstention          | Abstention     | 6 776        | 33,54        | 8 478       | 41,95       |
| Votants        | Votants             | Votants        | 13 429       | 66,46        | 11 730      | 58,05       |
| Blancs et nuls | Blancs et nuls      | Blancs et nuls | 511          | 3,81         | 486         | 4,14        |
| Exprimés       | Exprimés            | Exprimés       | 12 918       | 96,19        | 11 244      | 95,86       |

### Canton de Villeurbanne-Nord
| Candidats      | Candidats        | Étiquette      | Premier tour | Premier tour | Second tour | Second tour |
| Candidats      | Candidats        | Étiquette      | Voix         | %            | Voix        | %           |
| -------------- | ---------------- | -------------- | ------------ | ------------ | ----------- | ----------- |
|                | Bernard Rivalta* | PS             | 3 646        | 29,02        | 4 638       | 43,89       |
|                | Daniel Falcoz    | FN             | 2 995        | 23,84        | 2 524       | 23,89       |
|                | Michel Servy     | UDF            | 2 779        | 22,12        | 3 405       | 32,22       |
|                | Pierre Bouquet   | Verts          | 1 936        | 15,41        |             |             |
|                | Mireille Lebeaux | PCF            | 898          | 7,15         |             |             |
|                | Paul Rozet       | DVD            | 310          | 2,47         |             |             |
|                |                  |                |              |              |             |             |
| Inscrits       | Inscrits         | Inscrits       | 19 791       | 100,00       | 19 795      | 100,00      |
| Abstention     | Abstention       | Abstention     | 6 795        | 34,33        | 8 705       | 43,98       |
| Votants        | Votants          | Votants        | 12 996       | 65,67        | 11 090      | 56,02       |
| Blancs et nuls | Blancs et nuls   | Blancs et nuls | 432          | 3,32         | 523         | 4,72        |
| Exprimés       | Exprimés         | Exprimés       | 12 564       | 96,68        | 10 567      | 95,28       |

*sortant

### Canton de Villeurbanne-Sud
| Candidats      | Candidats                       | Étiquette      | Premier tour | Premier tour | Second tour | Second tour |
| Candidats      | Candidats                       | Étiquette      | Voix         | %            | Voix        | %           |
| -------------- | ------------------------------- | -------------- | ------------ | ------------ | ----------- | ----------- |
|                | Nathalie Gautier*               | PS             | 3 610        | 30,06        | 4 518       | 43,60       |
|                | Pierre Vial                     | FN             | 3 032        | 25,24        | 2 595       | 25,04       |
|                | Christian Montegu               | UDF            | 2 695        | 22,44        | 3 250       | 31,36       |
|                | Gilbert Dumas                   | Verts          | 1 481        | 12,33        |             |             |
|                | Annick Prot                     | PCF            | 734          | 6,11         |             |             |
|                | Gilles Rozet                    | DVD            | 247          | 2,06         |             |             |
|                | Marie-Claude Baudinat-Hamrouche | EXG            | 212          | 1,77         |             |             |
|                |                                 |                |              |              |             |             |
| Inscrits       | Inscrits                        | Inscrits       | 19 096       | 100,00       | 19 097      | 100,00      |
| Abstention     | Abstention                      | Abstention     | 6 652        | 34,83        | 8 287       | 43,39       |
| Votants        | Votants                         | Votants        | 12 444       | 65,17        | 10 810      | 56,61       |
| Blancs et nuls | Blancs et nuls                  | Blancs et nuls | 433          | 3,48         | 447         | 4,14        |
| Exprimés       | Exprimés                        | Exprimés       | 12 011       | 96,52        | 10 363      | 95,86       |

*sortant